# Гарсингтонская опера
Гарсингтонская опера (итал. Garsington Opera) — ежегодный летний оперный фестиваль, основанный в 1989 году Леонардом Инграмсом.

## История и деятельность
В 1982 году английский финансист Леонард Инграмс и его жена Розалинд купили поместье Гарсингтон и вскоре осознали возможности, которые могут открыться для оперных выступлений на открытом воздухе. Первое исполнение оперы в усадьбе Гарсингтон состоялось в 1989 году, когда Английская гастрольная опера исполнила «Свадьбу Фигаро». Успех постановки привел к тому, что вскоре Леонард Инграмс основал Гарсингтонскую оперу.
В первом официальном сезоне этого оперного фестиваля в 1990 году были показаны «Так поступают все женщины» Моцарта и «Orlando paladino» Гайдна. На первых фестивалях по просьбе Инграмса играл оркестр Guildhall Strings, но вскоре у Гарсингтонской оперы появился собственный оркестр, ядром которого оставались музыканты Guildhall Strings.
С 1993 года опера начала ставить по три постановки. По мере того как спрос выступления рос, архитектор Робин Снелл создал специальные сидения примерно на 500 человек. Зрительный зал отличался естественной акустикой и хорошей обзорностью. Каждый год в конце сезона вся конструкция демонтировалось для хранения. Затем Леонард Инграмс приспособил свой амбар для ежегодной серии концертов камерной музыки. Здесь также работал во время оперного сезона ресторан, и гости могли обедать в нём во время антракта. Позже вокруг театра были установлены звукоизоляционные экраны в ответ на жалобы некоторых жителей Гарсингтона на громкую музыку.
После смерти Инграмса в июле 2005 года, в ноябре Гарсингтонская опера объявила, что будет продолжена, и её директором был назначен Энтони Уитворт-Джонс. Вдова Розалинд Инграмс стала президентом фестиваля. Уитворт-Джонс был генеральным директором Глайндборнского оперного фестиваля с 1989 по 1998 год и Далласской оперы с 2000 по 2002 год. В 2007 году в Метрополитен-опере в Нью-Йорке была поставлена «Египетская Елена» Рихарда Штрауса, которую Леонард Ингрэмс представлял ещё в 1997 году.
В апреле 2008 года, когда стало ясно, что для оперы нужно больше места, семья Ингрэмс уведомила, что поместье временно не сможет проводить фестиваль, но продолжит поддержку Гарсингтонской оперы. В апреле 2010 года было объявлено, что компания достигла соглашения с семьей Гетти о проведении оперного фестиваля в парке Уормсли. Новым пространством для оперных постановок стал 600-местный павильон, который, как и в поместье Гарсингтон устанавливался и демонтировался каждый сезон. В первом сезоне в парке Уормсли была показана британская премьера оперы Вивальди «La verità in cimento», а также «Волшебная флейта» Моцарта и «Турок в Италии» Россини.
Представленная на фестивале в 2019 году опера Бенджамина Бриттена «The Turn of the Screw», поставленная режиссёром Луизой Мюллер и разработанная Кристофером Орамом, получила премию Royal Philharmonic Society Music Awards в номинации Музыкальный театр и опера (Opera and Music Theatre).
Среди известных певцов, выступавших в Гарсингтонской опере — Сьюзен Чилкотт («Свадьба Фигаро», 1993), Сьюзан Баллок («Египетская Елена», 1997), Ивонн Кенни («Интермеццо», 2001), Мэтью Роуз («Похищение из сераля», 2013), Лесли Гарретт («Так поступают все женщины», 2015), Тоби Спенс («Идоменей», 2016), Родерик Уильямс («Евгений Онегин», 2016) и Миа Перссон («Каприччио», 2018). В числе дирижёров — Дэвид Пэрри, Айвор Болтон, Джейн Гловер, Як ван Стин, Ричард Фарнс, Васфи Кани.
Финансирование Гарсингтонской оперы в настоящее время осуществляется благотворительной организацией The Friends of Garsington Opera.